# Flora of South Australia. Edition 4
Flora of South Australia. Edition 4 (abreviado Fl. S. Austral. (ed. 4) o Fl. S. Austral. (J.M. Black), ed. 4.) es una revista ilustrada con descripciones botánicas que fue editada, en sus comienzos, por el botánico escocés que emigra a Australia en 1877; que documentaría e ilustraría miles de especímenes de la flora del sur de Australia a principios del siglo XX, John McConnell Black, esta edición fue editada y revisada por John Peter Jessop. Se publica desde el año 1987. Fue precedida por Flora of South Australia. Edition 3.